# Kanton Montúfar
Der Kanton Montúfar befindet sich in der Provinz Carchi im Norden von Ecuador. Er besitzt eine Fläche von 382,8 km². Im Jahr 2022 lag die Einwohnerzahl bei rund 29.600. Verwaltungssitz des Kantons ist die Kleinstadt San Gabriel mit 14.500 Einwohnern (Stand 2010). Der Kanton Montúfar wurde am 27. September 1905 eingerichtet.

## Lage
Der Kanton Montúfar liegt im Südosten der Provinz Carchi. Im Osten wird der Kanton von einem Höhenkamm begrenzt, der entlang der kontinentalen Wasserscheide verläuft. Das Areal wird über den Río Apaquí (oder Río Minas) nach Südwesten zum Río Chota entwässert. Die Fernstraße E35 (Ibarra–Tulcán) durchquert den Kanton und passiert dabei dessen Hauptort.
Der Kanton Montúfar grenzt im Nordosten an den Kanton San Pedro de Huaca, im Osten an den Kanton Sucumbíos der Provinz Sucumbíos, im Südwesten an den Kanton Bolívar, im Nordwesten an den Kanton Espejo sowie im Norden an den Kanton Tulcán.

## Verwaltungsgliederung
Der Kanton Montúfar ist in die Parroquias urbanas („städtisches Kirchspiel“)
- González Suárez
- San Gabriel
- San José

und in die Parroquias rurales („ländliches Kirchspiel“)
- Chitán de Navarretes
- Cristóbal Colón
- Fernández Salvador
- La Paz
- Piartal

gegliedert.

## Geschichte
Entwicklung der Einwohnerzahl im Kanton Montúfar bei landesweiten Volkszählungen zum jeweiligen Gebietsstand:
| Jahr                    | Einwohner | +/-     |
| ----------------------- | --------- | ------- |
| 1950                    | 28.793    | –       |
| 1962                    | 33.017    | 14,7 %  |
| 1974                    | 42.991    | 30,2 %  |
| 1982                    | 42.275    | −1,7 %  |
| 1990                    | 29.454    | −30,3 % |
| 2001                    | 28.576    | −3 %    |
| 2010                    | 30.511    | 6,8 %   |
| 2022                    | 29.590    | −3 %    |
| Datenherkunft: Wikidata |           |         |